# Bendungan (Karangmojo)
Bendungan is een bestuurslaag in het regentschap Gunung Kidul van de provincie Jogjakarta, Indonesië. Bendungan telt 1988 inwoners (volkstelling 2010).